# Waqar Younis
Waqar Younis (geb. 1971) ist ein ehemaliger pakistanischer Cricketspieler und ehemaliger Test- und ODI-Kapitän der pakistanischen Nationalmannschaft. Waqar, ein rechtshändiger Bowler, gilt als einer der größten Bowler aller Zeiten. Er ist auch der ehemalige Trainer der Nationalmannschaft von Pakistan.

## Kindheit und Ausbildung
Waqar Younis wurde in Vehari, Punjab in eine Jat-Familie geboren. Er ging in Bahawalpur zur Schule wuchs aber in den Vereinigten Arabischen Emiraten auf. Als 18-Jähriger ging nach Pakistan zurück, um dort Cricket zu spielen. Younis arbeitet seit Karriereende als Cricketkommentator bei Nine Network in Australien und für Ten Sports in den VAE.

## Internationale Karriere

### Erste Anfänge
Waqar Younis begann seine Karriere im First-Class Cricket in der Saison 1987/88 in Pakistan. Dabei zog er sich jedoch eine Karriere bedrohende Verletzung zu. Er konnte seine Karriere jedoch fortsetzen. Er wurde von Imran Khan entdeckt und gab sein Debüt in der Nationalmannschaft nach nur sechs gespielten First-Class-Matches.

### Nationale Karriere
Waqar Younis spielte auch englisches County Cricket für Surrey. Waqar Younis gewann die County Championship mit Glamorgan in der Saison 1997.

### Internationale Karriere
Younis gab sein internationales Debüt 1989 gegen Indien genau wie der indische Batsman Sachin Tendulkar. Durch sein Bowling bekam Younis den Spitznamen Burewala Express Waqar Younis bildete gemeinsam mit Wasim Akram ein gefährliches Duo.
2000 geriet er mit Wasim Akram in Streit und verließ für eine kurze Zeit die Nationalmannschaft. Younis wurde nach seiner Rückkehr zum Kapitän der Nationalmannschaft ernannt. Waqar Younis wurde 2002 Ball-tampering vorgeworfen und er wurde für eine ODI gesperrt. Younis war der erste Cricketer überhaupt, der wegen Ball-Tampering gesperrt wurde. Younis wurde während des Cricket World Cup 2003 erneut Unsportlichkeit vorgeworfen. Im April 2004 gab Younis sein Karriereende bekannt.

### Coaching
Waqar Younis arbeitete zunächst für kurze Zeit ab 2006 als Bowling Coach für Pakistan. Nach Differenzen mit dem Pakistan Cricket Board trat er 2007 als Bowling Coach zurück. 2010 wurde er zum Nationaltrainer Pakistans ernannt. Im April 2016 gab er seinen Rücktritt als Nationaltrainer bekannt.